# Sorocea faustiniana
Sorocea faustiniana är en mullbärsväxtart som beskrevs av José Cuatrecasas. Sorocea faustiniana ingår i släktet Sorocea och familjen mullbärsväxter. Inga underarter finns listade i Catalogue of Life.